# الملكة (فلم)
الملكة فيلم درامي تاريخي أخرجه ستيفن فريرس سنة 2006.

## طاقم التمثيل
- توم هانكس
- ستيفن سبيلبرغ
- توم كروز
- نيكول كيدمان
- دودي الفايد
- هيلين ميرين
- جيمس كرومويل

### ردود النقاد
تلقى الفيلم مراجعات جيدة جدا من مختلف النقاد حيث حصل على نسبة 97% على موقع الطماطم الفاسدة بناءً على 185 مراجعة.

## وصلات خارجية
- مقالات تستعمل روابط فنية بلا صلة مع ويكي بيانات